# Gnorimosphaeroma rivulare
Gnorimosphaeroma rivulare — вид рівноногих ракоподібних родини Sphaeromatidae. Відкритий у 2023 році.

## Поширення
Ендемік Японії. Поширений на острові Тітідзіма з островів Огасавара. Прісноводний вид. Типові зразки були зібрані з-під каміння у верхній течії річки Нагатані.